# سارا دايموند (فنانة فيديو)
سارا دايموند (بالإنجليزية: Sara Diamond)‏ هي فنانة فيديو كندية، ولدت في 9 مارس 1954 في ذا برونكس في الولايات المتحدة.